# Emil Erlich
Emil Erlich (Laibach, 1910–1972) jugoszláv-szlovén nemzetközi labdarúgó-játékvezető. Nevét Emil Erlih, Emil Ehrlich formában is rögzítik.

## Pályafutása

### Nemzeti játékvezetés
Az I. Liga játékvezetőjeként vonult vissza.

#### Nemzeti kupamérkőzések
Vezetett kupadöntők száma: 1.

##### Jugoszláv labdarúgókupa
| Időpont            | Helyszín             | Mérkőzés típusa | Mérkőzés                         | Eredmény | Nézők száma |
| ------------------ | -------------------- | --------------- | -------------------------------- | -------- | ----------- |
| 1958. november 29. | JNA Stadion, Belgrád | döntő           | FK Crvena zvezda–FK Velež Mostar | 4 – 0    | 30 000      |

### Nemzetközi játékvezetés
A Francia labdarúgó-szövetség Játékvezető Bizottsága (JB) terjesztette fel nemzetközi játékvezetőnek, a Nemzetközi Labdarúgó-szövetség (FIFA) 1960-tól tartotta tartja nyilván bírói keretében. Több nemzetek közötti válogatott és klubmérkőzést vezetett, vagy működő társának partbíróként segített. A jugoszláv nemzetközi játékvezetők rangsorában, a világbajnokság-Európa-bajnokság sorrendjében többedmagával a 16. helyet foglalja el 1 találkozó szolgálatával. Az aktív nemzetközi játékvezetéstől 1960-ban búcsúzott. Válogatott mérkőzéseinek száma: 1.

#### Labdarúgó-világbajnokság
A világbajnoki döntőkhöz vezető úton Chilébe a VII., az 1962-es labdarúgó-világbajnokságra a FIFA JB játékvezetőként alkalmazta.

##### 1962-es labdarúgó-világbajnokság

###### Selejtező mérkőzés
| Időpont            | Helyszín                     | Mérkőzés típusa           | Mérkőzés                       | Eredmény | Nézők száma |
| ------------------ | ---------------------------- | ------------------------- | ------------------------------ | -------- | ----------- |
| 1960. november 20. | Panathinaïkos Stadion, Athén | előselejtező (3. csoport) | Görögország–Nyugat-Németország | 0 – 3    | 25 000      |

#### Olimpiai játékok
Az 1960. évi nyári olimpiai játékok labdarúgó tornájának mérkőzésein a FIFA JB bíróként foglalkoztatta.

##### 1960. évi nyári olimpiai játékok
| Időpont             | Helyszín                | Mérkőzés típusa              | Mérkőzés           | Eredmény | Nézők száma |
| ------------------- | ----------------------- | ---------------------------- | ------------------ | -------- | ----------- |
| 1960. augusztus 26. | Városi Stadion, Firenze | csoportmérkőzés (D. csoport) | Franciaország–Peru | 2 – 1    | 4000        |
| 1960. augusztus 29. | Olimpiai Stadion, Róma  | csoportmérkőzés (B. csoport) | Brazília–Tajvan    | 5 – 0    | 6300        |